# Gneu
Gneu (en llatí Gnaeus o potser Cneius, en grec Γναῖος), va ser un gravador de pedres precioses contemporani de Dioscòrides, del temps d'August. S'han trobat diverses joies marcades amb el seu nom que es conserven al Museu de Florència.